# Mimozygocera
Mimozygocera is een kevergeslacht uit de familie van de boktorren (Cerambycidae). De wetenschappelijke naam van het geslacht werd voor het eerst geldig gepubliceerd in 1963 door Breuning.

## Soorten
Mimozygocera is monotypisch en omvat slechts de volgende soort:
- Mimozygocera marmorata Breuning, 1963